# Isaac Vorsah
Isaac Vorsah, né le 21 juin 1988, est un footballeur international ghanéen. Il a été élu "Défenseur de l'année 2007" au Ghana. 

## Carrière
- 2005-07 :  Gamba All Blacks FC
- 2007 :  Asante Kotoko Kumasi
- 2007-2012 :  TSG 1899 Hoffenheim
- 2012-2013 :  Red Bull Salzbourg[2],[3],[4]

## Sélections
- Ghana depuis 2008.